# Pär Zetterberg
Pär Zetterberg (født 14. oktober 1970 i Falkenberg, Sverige) er en svensk tidligere fodboldspiller (midtbane).
Zätterberg spillede størstedelen af sin karriere hos Anderlecht i Belgien. Han tilbragte i alt 14 sæsoner i klubben, og var med til at vinde fem belgiske mesterskaber. Han vandt også tre græske mesterskaber med Olympiakos, som han repræsenterede i perioden 2000-2003. I hjemlandet repræsenterede han Falkenbergs FF fra sin fødeby.
For Sveriges landshold spillede Zätterberg i perioden 1993-1999 30 kampe, hvori han scorede seks mål. Han stoppede på landsholdet grundet en konflikt med landstræner Tommy Söderberg, og blev aldrig aktuel for landsholdet igen.
Zätterberg blev i 1997 tildelt Guldbollen, titlen som årets fodboldspiller i Sverige.

## Titler
Belgisk mesterskab
- 1994, 1995, 2000, 2004 og 2006 med Anderlecht

Belgisk pokal
- 1994 med Anderlecht

Græsk mesterskab
- 2001, 2002 og 2003 med Olympiakos